# Trichomycterus laucaensis
Trichomycterus laucaensis är en fiskart som beskrevs av Arratia, 1983. Trichomycterus laucaensis ingår i släktet Trichomycterus och familjen Trichomycteridae. IUCN kategoriserar arten globalt som nära hotad. Inga underarter finns listade i Catalogue of Life.